# National Forest

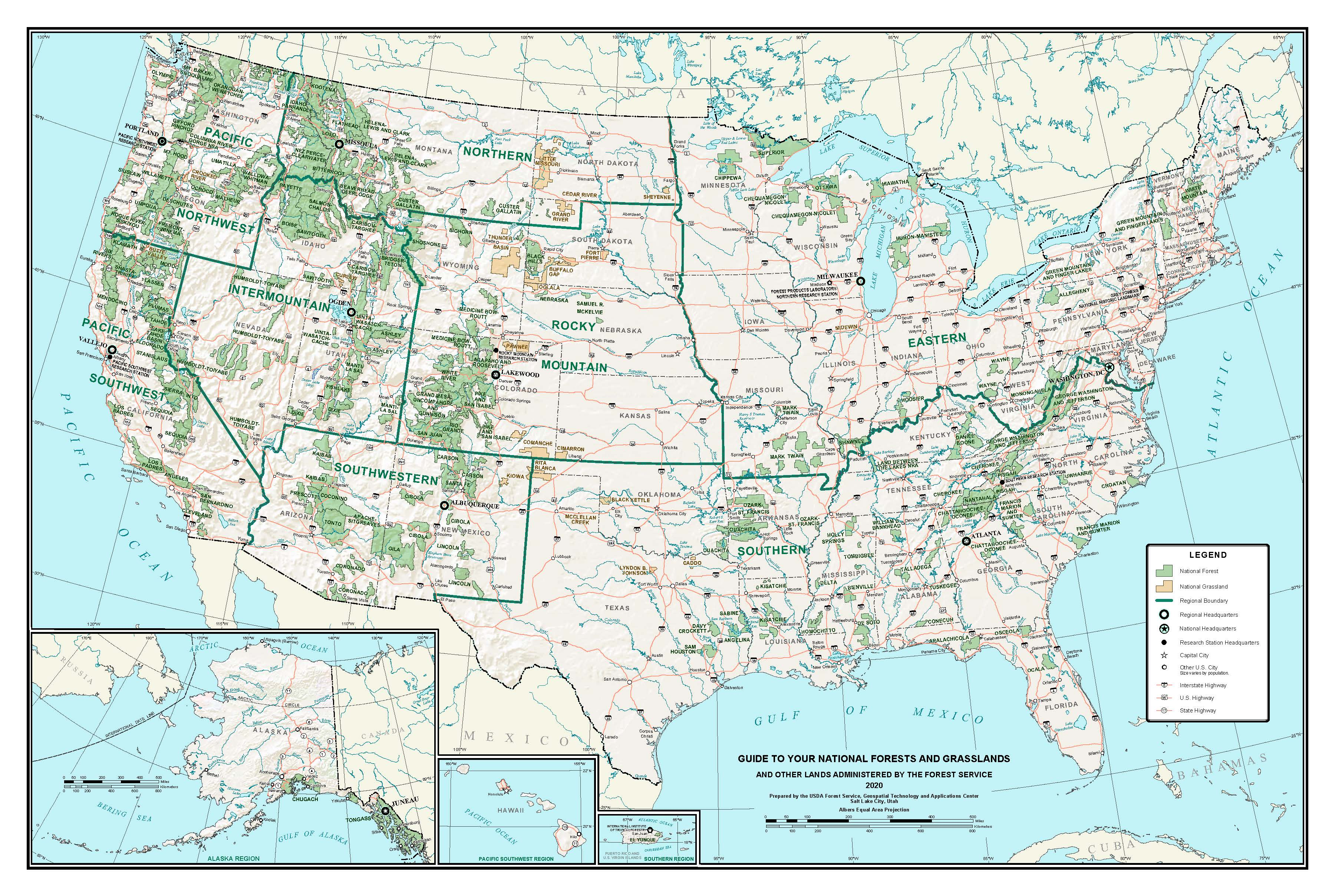
National Forests und Grasslands in den Vereinigten Staaten
National Forests
National Grasslands

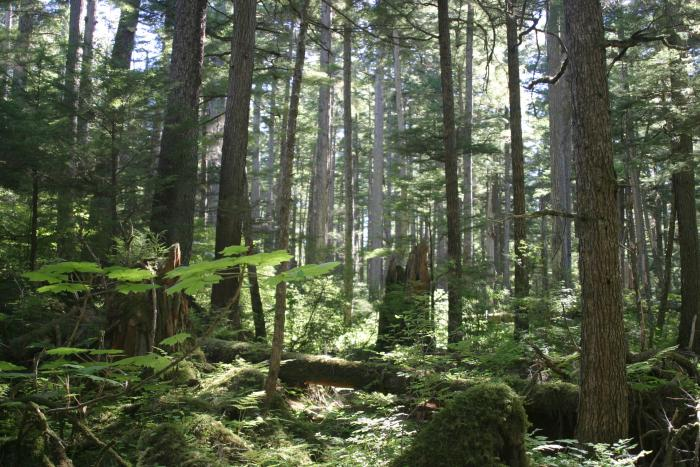
Tongass National Forest in Alaska

Als National Forest werden die Staatsforste der Bundesregierung in den Vereinigten Staaten von Amerika bezeichnet. Zur Verwaltung wurde der US Forest Service gegründet.
National Forests werden kommerziell durch Holzeinschlag genutzt, haben aber zumeist auch landschaftlich attraktive Teile, die dem Menschen zur Erholung dienen. Die Forstverwaltung wirbt für ihre Tätigkeit mit dem Satz „Land of Many Uses“ (‚Vielfältig genutztes Land‘).
Das National-Forest-System geht auf ein 1891 verabschiedetes Gesetz zurück und resultierte aus einer Initiative von Geschäftsleuten und Grundbesitzern im Raum Los Angeles, die besorgt waren über den entstandenen Schaden im Einzugsgebiet der San Gabriel Mountains durch Rancher. Heute gibt es in den Vereinigten Staaten 155 National Forests, die insgesamt rund 769.000 km² Land umfassen und damit größer sind als Deutschland, Polen und Österreich zusammen. Der größte Teil von ihnen liegt im westlichen Teil der USA, wo insbesondere Colorado, Idaho, Montana und Kalifornien sehr hohe Anteile haben. Nur rund 13 Prozent der National Forests liegen östlich des Mississippi River. Größter National Forest ist mit rund 69.000 km² der Tongass in Alaska.
Nicht alle National Forests umfassen ursprüngliche Wälder. Jene östlich der Great Plains erforderten oftmals die Aufforstung von Land, das lange in Privatbesitz war und von der US-Regierung zur Neuerrichtung eines Nationalforsts erworben wurden. Auf Landkarten werden ihre Ausmaße bisweilen sehr ungenau dargestellt, indem lediglich die äußersten Grenzen des erworbenen Gebiets dargestellt werden. Das tatsächlich genutzte Land ist in vielen Fällen wesentlich kleiner. Die Forste westlich der Plains werden dagegen in der Regel mit ihren exakten Grenzen dargestellt.
National Forests erfreuen sich bei Naturfreunden großer Beliebtheit und sind Geheimtipp derer, die in der Hochsaison abseits überlaufener Nationalparks Erholung suchen und dabei auf eindrucksvolle Wald- und Gebirgslandschaften nicht verzichten wollen. Viele dieser geschützten Gebiete reichen an die Attraktivität von Nationalparks heran, gestatten allerdings neben der kostenlosen Nutzung meist auch das freie kampieren.

## Liste der Nationalforste
In der folgenden Liste werden National Forests, die sich auf das Gebiet mehrerer Bundesstaaten erstrecken, bei jedem dieser Staaten aufgeführt, so dass Doppelnennungen vorkommen können. Nicht aufgeführt sind ehemalige Nationalforste, die im Zuge von Reorganisationen der Forstverwaltung aufgelöst, in andere Schutzkategorien umgewandelt, aufgeteilt oder mit anderen Gebieten zusammengeführt wurden.
Es gibt in den meisten US-Bundesstaaten mindestens einen National Forest, mit Ausnahme von Connecticut, Delaware, Hawaii, Iowa, Kansas, Massachusetts, Nebraska, North Dakota, New Jersey und Rhode Island. Ein weiterer Nationalforst liegt im US-amerikanischen Außengebiet Puerto Rico.
Karten der National Forests westlich der Great Plains zeigen generell die tatsächlichen Grenzen, während diejenigen östlich der Great Plains generell lediglich die Distrikte mit Gebietsankäufen zeigen, wovon nur ein geringer Anteil tatsächlich als Nationalforst ausgewiesen ist. Mit Stand 30. September 2007 wurden 780.090,96 km² Land vom United States Forest Service verwaltet. Die weit überwiegende Mehrheit ist entweder als National Forest (97,2 %) oder National Grassland (2,0 %) ausgewiesen. Es gibt eine kleine Anzahl weiterer Gebietskategorien, hauptsächlich Ankaufland und Flächen für Forschungseinrichtungen, außerdem ein National Preserve (die Valles Caldera in New Mexico).
| Name                                   | US-Bundesstaat/ Territorium |
| -------------------------------------- | --------------------------- |
| Allegheny National Forest              | Pennsylvania                |
| Angeles National Forest                | Kalifornien                 |
| Angelina National Forest               | Texas                       |
| Apache-Sitgreaves National Forest      | Arizona                     |
| Apalachicola National Forest           | Florida                     |
| Arapaho National Forest                | Colorado                    |
| Ashley National Forest                 | Utah                        |
| Beaverhead-Deerlodge National Forest   | Montana                     |
| Bienville National Forest              | Mississippi                 |
| Bighorn National Forest                | Wyoming                     |
| Bitterroot National Forest             | Montana                     |
| Black Hills National Forest            | South Dakota                |
| Boise National Forest                  | Idaho                       |
| Bridger-Teton National Forest          | Wyoming                     |
| El Yunque National Forest              | Puerto Rico                 |
| Caribou-Targhee National Forest        | Idaho                       |
| Carson National Forest                 | New Mexico                  |
| Chattahoochee-Oconee National Forest   | Georgia                     |
| Chequamegon-Nicolet National Forest    | Wisconsin                   |
| Cherokee National Forest               | Tennessee                   |
| Chippewa National Forest               | Minnesota                   |
| Chugach National Forest                | Alaska                      |
| Cibola National Forest                 | New Mexico                  |
| Clearwater National Forest             | Idaho                       |
| Cleveland National Forest              | Kalifornien                 |
| Coconino National Forest               | Arizona                     |
| Coeur d’Alene National Forest          | Idaho                       |
| Colville National Forest               | Washington                  |
| Conecuh National Forest                | Alabama                     |
| Coronado National Forest               | Arizona                     |
| Croatan National Forest                | North Carolina              |
| Custer National Forest                 | Montana                     |
| Daniel Boone National Forest           | Kentucky                    |
| Davy Crockett National Forest          | Texas                       |
| Delta National Forest                  | Mississippi                 |
| Deschutes National Forest              | Oregon                      |
| De Soto National Forest                | Mississippi                 |
| Dixie National Forest                  | Utah                        |
| Eldorado National Forest               | Kalifornien                 |
| Finger Lakes National Forest           | New York                    |
| Fishlake National Forest               | Utah                        |
| Flathead National Forest               | Montana                     |
| Francis Marion National Forest         | South Carolina              |
| Fremont National Forest                | Oregon                      |
| Gallatin National Forest               | Montana                     |
| George Washington National Forest      | Virginia                    |
| Gifford Pinchot National Forest        | Washington                  |
| Gila National Forest                   | New Mexico                  |
| Grand Mesa National Forest             | Colorado                    |
| Green Mountain National Forest         | Vermont                     |
| Gunnison National Forest               | Colorado                    |
| Helena National Forest                 | Montana                     |
| Hiawatha National Forest               | Michigan                    |
| Holly Springs National Forest          | Mississippi                 |
| Homochitto National Forest             | Mississippi                 |
| Hoosier National Forest                | Indiana                     |
| Humboldt-Toiyabe National Forest       | Nevada                      |
| Huron-Manistee National Forests        | Michigan                    |
| Inyo National Forest                   | Kalifornien                 |
| Jefferson National Forest              | Virginia                    |
| Kaibab National Forest                 | Arizona                     |
| Kaniksu National Forest                | Idaho                       |
| Kaniksu National Forest                | Washington                  |
| Kisatchie National Forest              | Louisiana                   |
| Klamath National Forest                | Kalifornien                 |
| Kootenai National Forest               | Montana                     |
| Lassen National Forest                 | Kalifornien                 |
| Lewis and Clark National Forest        | Montana                     |
| Lincoln National Forest                | New Mexico                  |
| Lolo National Forest                   | Montana                     |
| Los Padres National Forest             | Kalifornien                 |
| Malheur National Forest                | Oregon                      |
| Manti La Sal National Forest           | Utah                        |
| Mark Twain National Forest             | Missouri                    |
| Medicine Bow National Forest           | Wyoming                     |
| Mendocino National Forest              | Kalifornien                 |
| Modoc National Forest                  | Kalifornien                 |
| Monongahela National Forest            | West Virginia               |
| Mount Baker-Snoqualmie National Forest | Washington                  |
| Mount Hood National Forest             | Oregon                      |
| Nantahala National Forest              | North Carolina              |
| Nebraska National Forest               | Nebraska                    |
| Nez Perce National Forest              | Idaho                       |
| Ocala National Forest                  | Florida                     |
| Ochoco National Forest                 | Oregon                      |
| Okanogan National Forest               | Washington                  |
| Olympic National Forest                | Washington                  |
| Osceola National Forest                | Florida                     |
| Ottawa National Forest                 | Michigan                    |
| Ouachita National Forest               | Arkansas                    |
| Ouachita National Forest               | Oklahoma                    |
| Ozark National Forest                  | Arkansas                    |
| Payette National Forest                | Idaho                       |
| Pike National Forest                   | Colorado                    |
| Pisgah National Forest                 | North Carolina              |
| Plumas National Forest                 | Kalifornien                 |
| Prescott National Forest               | Arizona                     |
| Rio Grande National Forest             | Colorado                    |
| Rogue River National Forest            | Oregon                      |
| Roosevelt National Forest              | Colorado                    |
| Routt National Forest                  | Colorado                    |
| Sabine National Forest                 | Texas                       |
| Salmon-Challis National Forest         | Idaho                       |
| Sam Houston National Forest            | Texas                       |
| Samuel R. McKelvie National Forest     | Nebraska                    |
| San Bernardino National Forest         | Kalifornien                 |
| San Isabel National Forest             | Colorado                    |
| San Juan National Forest               | Colorado                    |
| Santa Fe National Forest               | New Mexico                  |
| Sawtooth National Forest               | Idaho                       |
| Sequoia National Forest                | Kalifornien                 |
| Shasta-Trinity National Forest         | Kalifornien                 |
| Shawnee National Forest                | Illinois                    |
| Shoshone National Forest               | Wyoming                     |
| Sierra National Forest                 | Kalifornien                 |
| Siskiyou National Forest               | Oregon                      |
| Siuslaw National Forest                | Oregon                      |
| Six Rivers National Forest             | Kalifornien                 |
| St. Francis National Forest            | Arkansas                    |
| St. Joe National Forest                | Idaho                       |
| Stanislaus National Forest             | Kalifornien                 |
| Sumter National Forest                 | South Carolina              |
| Superior National Forest               | Minnesota                   |
| Tahoe National Forest                  | Kalifornien                 |
| Talladega National Forest              | Alabama                     |
| Tombigee National Forest               | Mississippi                 |
| Tongass National Forest                | Alaska                      |
| Tonto National Forest                  | Arizona                     |
| Tuskegee National Forest               | Alabama                     |
| Uinta National Forest                  | Utah                        |
| Umatilla National Forest               | Oregon                      |
| Umatilla National Forest               | Washington                  |
| Umpqua National Forest                 | Oregon                      |
| Uncompahgre National Forest            | Colorado                    |
| Uwharrie National Forest               | North Carolina              |
| Wallowa-Whitman National Forest        | Oregon                      |
| Wasatch-Cache National Forest          | Utah                        |
| Wayne National Forest                  | Ohio                        |
| Wenatchee National Forest              | Washington                  |
| White Mountain National Forest         | Maine                       |
| White Mountain National Forest         | New Hampshire               |
| White River National Forest            | Colorado                    |
| Willamette National Forest             | Oregon                      |
| William B. Bankhead National Forest    | Alabama                     |
| Winema National Forest                 | Oregon                      |